# Misijní stanice Slezské církve evangelické augsburského vyznání v Bruntále
Misijní stanice Slezské církve evangelické augsburského vyznání v Bruntále byla organizační jednotkou Slezské církve evangelické augsburského vyznání v Bruntále.
Misijní činnost SCEAV v Bruntále byla zahájena roku 2001; vedl ji Mgr. Roman Hota. Roku 2008 byla Farním sborem SCEAV v Neborech zřízena Misijní stanice s vlastním statutem. Misijní stanice nicméně nenabyla právní subjektivitu; ve vztazích navenek vystupovala prostřednictvím občanského sdružení Křesťanské sdružení Tesalonika.
Pro věroučné postoje členů misijní stanice neslučitelné s vyznáním SCEAV byla misijní stanice roku 2013 zrušena a její členové tvoří nadále nezávislé společenství křesťanů s názvem Sbor Tesalonika.